# کیمیلیلی
کیمیلیلی (به لاتین: Kimilili) یک شهر در کنیا است که در شهرستان بونگوما واقع شده‌است. کیمیلیلی ۹۴٬۹۲۷ نفر جمعیت دارد و ۱٬۸۲۸ متر بالاتر از سطح دریا واقع شده‌است.